# ناحیه بطیوه
ناحیه بطیوه (به عربی: دائرة بطیوة) یک ناحیه در الجزایر است که در استان وهران واقع شده‌است. ناحیه بطیوه ۱۹۷٫۰۱ کیلومتر مربع مساحت و ۵۱٬۲۷۵ نفر جمعیت دارد.